# Aelia Eudocia
Aelia Eudocia Augusta (ook Athenaïs, de naam die zij droeg voor zij gedoopt werd) (Athene, rond 401 – Jeruzalem 20 oktober 460) was de vrouw van keizer Theodosius II. Zij was een prominente historische figuur in het begrijpen van de opkomst van het christendom in de begintijd van het Byzantijnse Rijk. Eudocia leefde in een wereld waar het Griekse heidendom en het christendom nog naast elkaar konden bestaan. Hoewel Eudocia's werk meestal wordt genegeerd door moderne geleerden zijn haar poëzie en literaire werk goede voorbeelden van hoe zij erin slaagde haar christelijk geloof en haar Griekse opvoeding met elkaar te verweven.
Zij was de moeder van Licinia Eudoxia.
In de Orthodoxe Kerk wordt ze vereerd als heilige, haar feestdag is 13 augustus.